# Modern UI
Chronologie des versions
Windows Aero Continuum
Pour les articles homonymes, voir Modern, UI, Métro et Metro.
Modern UI (Modern User Interface), officieusement appelé Métro (Metro en anglais) désigne un langage de conception axé essentiellement sur la typographie et la géométrie créé par Microsoft et utilisé principalement pour ses interfaces utilisateurs.
Le principe de conception clé est de mieux se concentrer sur le contenu des applications, en s'appuyant davantage sur la typographie et moins sur le graphisme (content before chrome en anglais). Les premiers exemples des principes de Métro peuvent être trouvés dans Encarta 95 et MSN 2.0 (en). La langue de conception a évolué dans Windows Media Center puis dans Zune afin d'être officiellement présentée sous le nom de « Métro » lors de la présentation de Windows Phone 7. Elle a depuis été incorporée dans plusieurs autres produits de la société, y compris avec le système d'exploitation de la Xbox 360 et de la Xbox One ainsi que dans Windows 8, Windows Phone et Outlook.com sous les noms de Modern UI puis Microsoft design language avant d'abandonner le nom « Métro ». Selon Microsoft, « Metro » a toujours été le nom de code, mais d'autres sources attribuent des problèmes de marque.
Modern UI a donc été remplacé par Microsoft Design Language 2, illustré dans Windows 10 et par Fluent Design System.
Modern UI désigne aussi l'interface graphique principale de l'utilisateur depuis Windows 8. Elle succède à Aero présente sous Windows 7 et Vista mettant ainsi fin aux fenêtres à cadre transparent présentes dans ces derniers. 